# Thaumastoptera insignis
Thaumastoptera insignis là một loài ruồi trong họ Limoniidae. Chúng phân bố ở miền Cổ bắc.